# سيف سحري
السيف السحريّ في الأساطير والبطوليات والخيال، هو سيف ذو قوى سحرية أو صفات أخرى خارقة للطبيعة. ظهرت سيوف سحرية مشهورة في التراث الشعبي لكل أمة استخدمت السيوف.